# Красная Дубрава (Алтайский край)
Кра́сная Дубра́ва — посёлок в Павловском районе Алтайского края. Входит в состав сельского поселения Рогозихинский сельсовет.

## История
Посёлок основан в 1939 году.

## География
Посёлок расположен на автодороге Р385 в 3 км от с Рогозиха и в 12 км от районного центра — села Павловск на кромке Касмалинского ленточного бора.

## Население
| 1997 | 1998 | 1999 | 2000 | 2001 | 2002 |
| ---- | ---- | ---- | ---- | ---- | ---- |
| 237  | ↗256 | ↘234 | ↗238 | ↘237 | ↗238 |
| 2003 | 2004 | 2005 | 2006 | 2007 | 2008 |
| ↗251 | ↘241 | ↘240 | ↗251 | ↗254 | ↗259 |
| 2009 | 2010 | 2011 | 2012 | 2013 |      |
| ↗260 | ↗269 | ↘268 | ↘262 | ↘257 |      |

## Экономика
В селе действуют 2 фермерских хозяйства, однако основная часть экономически активного населения работает в с. Павловск и с. Рогозиха.